# Sloppy Seconds
Sloppy Seconds je americká punková hudební skupina, ovlivněná Ramones, pocházející z Indianapolis v Indianě, která hraje od poloviny 80. let.
Upozornili na sebe undergroundovými hity „Come Back, Traci“ (o nezletilé pornoherečce Traci Lords), „I Wanna 'em Dead“ nebo „So Fucked up“. Skupina zpívá o takových tématech, jako je pornografie, klasické horory, staré televizní pořady, komiksy, alkohol nebo jídlo. Sami jsou citováni jako hrdí na to, že jsou tlustí, opilí a hloupí. Jejich jméno je slangový termín pro stav, kdy muž má pohlavní styk s jinou osobou, která již obdržela sperma jiného muže v příslušném otvoru.
Jejich písně se objevily v nezávislém horroru Sick Girl (2007). O rok později, v roce 2008, skupina vydala zatím poslední album Endless Bummer, první po deseti letech.
K 20. výročí vydání alba Destroyed vyšla v roce 2010 jeho reedice s deseti bonusovými stopami.

## Členové
- B.A. — zpěv
- Ace "Spice" Hardwhere? — kytara
- Bo'Ba Jam — baskytara
- Steve Sloppy — bicí

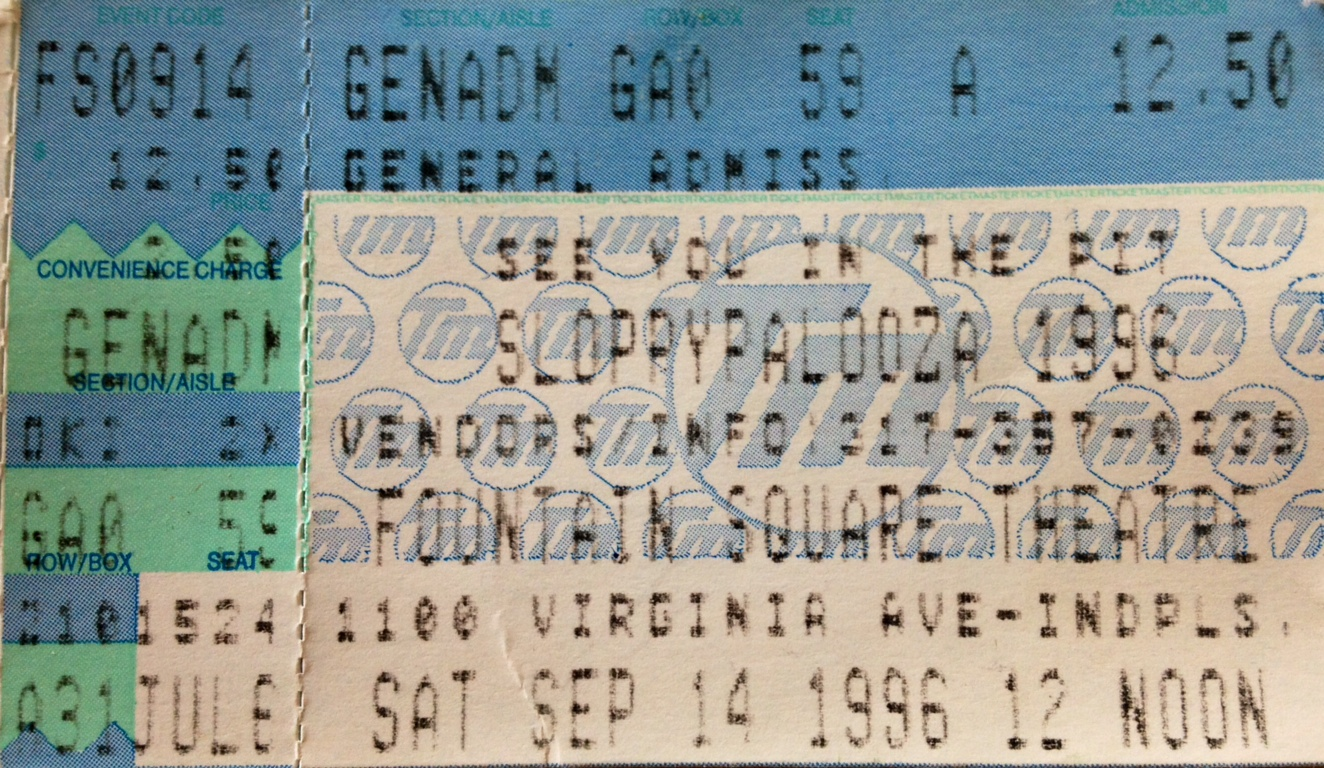
Concert ticket, 1996

Mezi bývalé členy patří například Danny "Roadkill" Thompson, alias "Dr. Roadkill".

## Diskografie

### Studiová alba
- First Seven Inches And Then Some (1987)
- Destroyed (1989)
- Knock Yer Block Off (1993)
- Destroyed Picture Disc (1995)
- More Trouble Than They're Worth (1998)
- Endless Bummer (2008)

### Živé nahrávky a EP
- The First Seven Inches 7" (1987)
- Germany 7" (1988)
- Come Back Traci 7" (1989)
- Where Eagles Dare 7" (1990)
- I Don't Wanna Be A Homosexual 7" (1990)
- Lonely Christmas EP (1992)
- V.M.L. LIVE- 12-29-94 EP (1994)
- Live: No Time for Tuning (1996)
- Garbage Days Regurgitated EP (2000)
- You Cant Kill Joey Ramone 7" (2010)